# Sympherobius marginatus
Sympherobius marginatus is een insect uit de familie van de bruine gaasvliegen (Hemerobiidae), die tot de orde netvleugeligen (Neuroptera) behoort. 
Sympherobius marginatus is voor het eerst wetenschappelijk beschreven door Kimmins in 1928.